# Oleksii Arestovych
Oleksiy Mykoláiovych Arestóvych  (en ucraniano: Олексі́й Микола́йович Аресто́вич; 3 de agosto de 1975) es un exoficial de la Dirección General de Inteligencia, bloguero, actor, columnista político y militar. Fue orador del Grupo de Contacto Trilateral sobre Ucrania. Trabajó como Asesor de Comunicaciones Estratégicas de la Oficina del Presidente de Ucrania desde diciembre de 2020 hasta enero de 2023.

## Biografía
Oleksiy Arestóvych nació en Dedoplistsqaro, Georgia. Su padre era polaco bielorruso y su madre rusa del óblast de Vorónezh. Arestóvych pasó una parte importante de su infancia en Bielorrusia. En 1992, se graduó en la escuela Nº 178 de Kiev.
Ingresó en la Facultad de Biología de la Universidad Nacional Tarás Shevchenko de Kiev. En 1993, Arestóvych comenzó a actuar en el moderno teatro-estudio de improvisación «Cuadrado negro» de Kiev (uk), y dejó la universidad.
Comenzó a realizar seminarios y capacitaciones psicológicas en 2000. En 2003, ingresó en la escuela "El hombre entre las personas" del psicólogo Absalom Podvodny, de la que se graduó en 2010. También estudió teología en el Instituto Superior de Ciencias Religiosas de Santo Tomás de Aquino .[cita requerida]
Es un bloguero activo, con casi 200.000 seguidores en Facebook y más de 1,2 millones (abril de 2022) en YouTube. Arestóvych estaba entre los 100 principales blogueros de Ucrania en una encuesta publicada por Fakty ICTV en 2019.

## Carrera militar
Arestóvych se graduó en la Academia Militar de Odesa y tiene el diploma de traductor militar. Según datos que necesitan mayor confirmación, de 1994 a 2005, trabajó en la Dirección General de Inteligencia del Ministerio de Defensa de Ucrania y es teniente coronel de reserva.
Desde 2014, prepara unidades de combate en el marco del programa Reserva Popular, organizador de un fondo benéfico para brindar apoyo psicológico a los militares en la Zona de Operaciones Antiterroristas (2014-2017).
De septiembre de 2018 a septiembre de 2019, sirvió en la Operación de Fuerzas Conjuntas cerca de Kramatorsk en la 72.ª Brigada Mecanizada como oficial de inteligencia.

## Carrera política
En 2005, Arestóvych se unió al partido político de extrema derecha Hermandad (en), liderado por Dmytró Korchynsky. A principios de 2009, junto con Korchynsky, organizó la iniciativa ciudadana "Sacad a todos", cuya tarea era "conseguir que las autoridades resolvieran los principales problemas de las pequeñas y medianas empresas y de los transportistas del país".
En junio de 2009, fue nombrado subdirector de la administración del distrito de Prymorsky del Ayuntamiento de Odesa, pero fue destituido después de tres meses a petición propia.
El 28 de octubre de 2020, Leonid Kravchuk nombró a Arestóvych asesor sobre política de información y portavoz oficial de la delegación ucraniana en el Grupo de Contacto Trilateral sobre Ucrania en las conversaciones de Minsk sobre la resolución de la guerra en Donbas. El 1 de diciembre de 2020, el jefe de la Oficina del Presidente de Ucrania, Andriy Yermak, nombró a Oleksiy Arestóvych su asesor independiente en comunicaciones estratégicas en el ámbito de la seguridad y la defensa nacionales. Kravchuk, jefe del Grupo de Contacto Trilateral, señaló que la candidatura de Arestóvych fue elegida por su experiencia militar y la presencia de una visión y posición sobre los temas que son objeto del Grupo de Contacto Trilateral.
Después del inicio de la invasión rusa de Ucrania en 2022, Arestóvych se hizo conocido por su predicción de 2019 sobre la inevitabilidad de una guerra con Rusia. Desde el inicio de la invasión, el 24 de febrero de 2022, realizó sesiones informativas diarias sobre la situación, como asesor del jefe de la Oficina del Presidente de Ucrania. Estos vídeos le valieron un gran número de seguidores.
También mantuvo conversaciones diarias informales sobre la invasión en el canal de YouTube del abogado Mark Feyguin.
Arestóvych es organizador de seminarios y capacitaciones psicológicas y un fondo benéfico para apoyo psicológico a los militares.
En agosto de 2022, Arestóvych anunció que planea postularse para la presidencia de Ucrania si Volodýmyr Zelensky no se postula para un segundo mandato.
El 14 de enero de 2023, Arestóvych comentó que un misil ruso Kh-22 había destruido un edificio residencial de varios pisos en Dnipró después de ser alcanzado por un contraataque de la defensa aérea ucraniana. El 16 de enero de 2023, el secretario de prensa del presidente ruso Vladímir Putin, Dmitri Peskov, dijo que la explicación de Arestóvych del 14 de enero sobre lo sucedido en Dnipró era plausible y culpó de la destrucción al lado ucraniano. Tras la indignación desatada por el comentario de Arestóvych, él se disculpó y dimitió el 17 de enero de 2023.

## Premios
- Insignia conmemorativa de la Dirección General de Inteligencia del Ministerio de Defensa de Ucrania (julio de 2014)
- Premio conmemorativo de la Dirección General de Inteligencia del Ministerio del Interior “Yevhén Bereznyak”
- Medalla del Comandante de las Fuerzas Terrestres de Ucrania “Por Servicio Especial” (julio de 2019)
- Distinción del Presidente de Ucrania “Por su participación en la operación antiterrorista”
- Coraza “Insignia de Honor” (mayo 2019)[cita requerida]